# Iloraz inteligencji
Iloraz inteligencji (IQ, od ang. intelligence quotient) – wynik testu inteligencji.

## Iloraz inteligencji rozwojowy
Prekursorem (lecz nie twórcą) pojęcia ilorazu inteligencji był francuski psycholog Alfred Binet, który w 1905 roku wspólnie z Théodorem Simonem wydał pierwszy test do badania ogólnej sprawności intelektualnej (inteligencji) u dzieci, znany pod nazwą test Bineta-Simona. Test składał się głównie z zadań umysłowych o różnym stopniu trudności (w przeciwieństwie do wcześniejszych prób konstrukcji testów inteligencji, które zawierały głównie zadania na sprawność fizyczną lub cechy antropometryczne). Po zbadaniu za ich pomocą odpowiednio dużej grupy dzieci, Binet ustalił poziom trudności poszczególnych zadań i porangował je według wzrastającego stopnia trudności. Następnie określił progi rozwiązanych zadań, które przeciętnie osiągają dzieci w różnym wieku. W ten sposób stało się możliwe ocenienie, czy konkretne dziecko potrafi rozwiązać zadania tego testu odpowiadające jego wiekowi życia. W celu interpretacji wyników tego testu, Binet wprowadził pojęcie "wieku umysłowego". Najwyższy poziom wiekowy, na którym konkretne dziecko rozwiązywało pomyślnie zadania testowe, stanowił wyznacznik jego wieku umysłowego. Jeżeli, na przykład, dziecko 4-letnie rozwiązało zadania testu odpowiadające wiekowi 5 lat, oznaczało to, że jego wiek umysłowy wynosi właśnie 5 lat, jest zatem intelektualnie rozwinięte o 1 rok ponad swój wiek życia.
Z pojęciem wieku umysłowego wiązały się jednak pewne problemy. Ta sama różnica między wiekiem umysłowym a wiekiem życia ma bowiem zupełnie inne znaczenie kliniczne u dzieci w różnym wieku. Na przykład, opóźnienie wieku umysłowego o 1 rok w stosunku do wieku życia u dziecka 2 letniego, jest nieporównywalne do opóźnienia wieku umysłowego również o 1 rok w stosunku do wieku życia u dziecka 12-letniego.
W związku z tym, w 1912 roku niemiecki psycholog William Stern zaproponował udoskonalenie koncepcji wieku umysłowego, poprzez zrelatywizowanie wartości wieku umysłowego do wieku życia. W praktyce oznaczało to obliczenie stosunku (czyli ilorazu) wieku umysłowego (ustalanego na podstawie wykonania testu inteligencji) do rzeczywistego wieku życia. W ten sposób możliwe stało się wyeliminowanie niejednoznaczności wiążącej się z używaniem jako wskaźnika wykonania testu jedynie zwykłej różnicy między wiekiem umysłowym a wiekiem życia. Dodatkowo, Stern zaproponował przemnożenie uzyskanej wartości ilorazu przez 100, co miało znaczenie praktyczne, ponieważ umożliwiło wyeliminowanie ułamków i ułatwiło dokonywanie obliczeń oraz prezentację wyniku testowego. Wynik badania testowego obliczony według zaproponowanej przez siebie formuły Stern nazwał ilorazem inteligencji (z niem. Intelligenz-Quotient – IQ). Ostatecznie zatem wzór pozwalający na obliczenie wyniku testu inteligencji przedstawiał się następująco:
{\displaystyle \operatorname {IQ} ={\frac {\text{wiek umysłowy}}{\text{wiek życia}}}\times 100}
Zgodnie zatem z propozycją Sterna, dziecko 2-letnie, które rozwiązałoby zadania testu odpowiadające wiekowi 1 rok (czyli wiek umysłowy=1 rok), uzyskałoby w teście inteligencji wynik IQ=1/2x100 = 50. Natomiast dziecko 12-letnie, które rozwiązałoby zadania testu odpowiadające wiekowi 11 lat, uzyskałoby wynik IQ=11/12x100 = 92. Z kolei dziecko, które rozwiązałoby zadania testowe odpowiadające dokładnie jego wiekowi życia, uzyskałoby zawsze wynik 100. Dzięki temu wyniki IQ wyrażone zostały na skali, gdzie wartości powyżej 100 oznaczają przyspieszenie, natomiast wyniki niższe od 100 oznaczają opóźnienie rozwoju umysłowego w stosunku do wieku życia. Skala ta została nazwana skalą ilorazu inteligencji i jest do dziś powszechnie stosowaną skalą standaryzowaną.
W 1916 roku, amerykański psycholog z Uniwersytetu Stanforda w USA, Lewis Terman, opublikował zrewidowaną, poprawioną wersję testu Bineta-Simona, w której po raz pierwszy został zastosowany jako wskaźnik wykonania testu wynik IQ, obliczany według zaproponowanej przez Sterna formuły. Sam test, nazywany odtąd Testem Stanford-Binet, zyskał znaczną popularność, co w dużej mierze przyczyniło się do spopularyzowania koncepcji i samego pojęcia IQ. Ta koncepcja obliczania wyniku pomiaru inteligencji pozostała niezmienna także w kolejnych zrewidowanych wydaniach Testu Stanford-Binet (1937, 1960 i 1972), aż do roku 1984.
Ponieważ zaproponowany przez Sterna sposób ustalania wyniku testów inteligencji opierał się na założeniu, iż inteligencja rozwija się równolegle z wiekiem życia, obliczany według tej formuły IQ bywa nazywany IQ rozwojowym, a testy, w których jest on wykorzystywany – skalami rozwojowymi. Założenie o równoległości rozwoju umysłowego do wieku życia jednak jest prawdziwe tylko w odniesieniu do dzieci. Stwierdzono, na przykład, że proporcjonalny wzrost poziomu umysłowego mierzonego Testem Termana-Merrill, obserwuje się jedynie do wieku około 13 lat. Od 13 roku życia wzrost ten staje się coraz wolniejszy i zatrzymuje się około 16 roku życia. Koncepcja IQ rozwojowego stwarza w związku z tym oczywiste problemy przy obliczaniu IQ u osób dorosłych, u których poziom umysłowy pozostaje względnie stały, przy zwiększającej się wartości wieku życia. W skalach binetowskich problem ten rozwiązano poprzez wprowadzenie korekty do formuły obliczeniowej IQ, tak iż u osób powyżej 13 roku życia nie wpisuje się w mianowniku faktycznego wieku życia, lecz wartości odpowiednio skorygowane lub wartość stałą (tzw. wiek obliczeniowy), podawane w podręcznikach testów.
W Polsce, najbardziej znanymi testami inteligencji wykorzystującymi IQ rozwojowy są: Skala Inteligencji Termana-Merrill (adaptacja testu Stanford-Binet z 1937 r.), Skala do Badania Inteligencji Małych Dzieci Psyche Cattell, Skala Inteligencji Grace Arthur oraz Skala Rozwoju Psychomotorycznego Brunet-Lezine.
Należy jednak zaznaczyć, że w zdecydowanej większości współcześnie stosowanych testów inteligencji nie stosuje się już IQ obliczanego według klasycznej koncepcji Sterna.

## Iloraz inteligencji dewiacyjny
Istotną zmianę do sposobu obliczania wyników wykonania testów inteligencji wniósł amerykański psycholog David Wechsler. Pracując nad konstrukcją testu inteligencji dla dorosłych, przy ustalaniu sposobu obliczania wyniku badania, napotkał wspomniane już trudności wynikające z braku proporcjonalnego przyrostu inteligencji do wieku życia u osób dorosłych. Zdecydował się zatem zrezygnować z koncepcji IQ rozwojowego i wykorzystać fakt, iż rozkład poziomu inteligencji jest podobny do rozkładu normalnego. W 1939 roku wydał test inteligencji dla dorosłych, nazywany Testem Inteligencji Wechsler-Bellevue (Bellevue – nazwa szpitala w Nowym Jorku, w którym pracował Wechsler), w którym zastosował nową koncepcję obliczania wyników, nie odwołującą się do pojęcia wieku umysłowego.
Wynik testu Wechslera stanowi sumę punktów uzyskanych za wykonanie poszczególnych podtestów i określa się go jako wynik surowy. Przebadanie odpowiednio dużej grupy osób tym testem (normalizacja) pozwoliło ustalić rozkłady empiryczne oraz określić wartości średnich i odchyleń standardowych (SD) dla wyników surowych w różnych grupach wiekowych. Ponieważ wartości te mogą znacznie różnić się w poszczególnych przedziałach wiekowych, wyniki surowe osób w różnym wieku nie mogą być ze sobą bezpośrednio porównywane.
Na przykład, wynik surowy równy 140 uzyskany przez osobę w wieku 25 lat nie jest tożsamy z takim samym wynikiem surowym uzyskanym przez osobę w wieku 65 lat, ponieważ średni wynik surowy w grupie dwudziestolatków wynosi 150, a w grupie sześćdziesięciolatków 130. A zatem, wynik surowy równy 140 wskazuje, że poziom inteligencji 25-latka jest wyraźnie niższy niż średnia w tej grupie wiekowej, natomiast ten sam wynik surowy wskazuje, że poziom inteligencji 60-latka jest wyraźnie wyższy niż średnia w jego grupie wiekowej. Istnieje zatem konieczność sprowadzenia wyników surowych osób z różnych przedziałów wiekowych do jednej, wspólnej skali, tak, aby były ze sobą porównywalne. Wechsler postanowił wykorzystać do tego celu znaną już wówczas z testów binetowskich i popularną skalę pomiarową ilorazu inteligencji. Do skali tej wprowadził jednak pewną zmianę. W stosowanym wówczas Teście Stanford-Binet rozkład wyników w skali ilorazu inteligencji charakteryzował się średnią równą 100 i odchyleniem standardowym równym 16. Konstruując swój test, Wechsler zdecydował się przyjąć odmienną wartość odchylenia standardowego – równą 15.
Przetransponowanie wyników surowych na wyniki w skali IQ wymaga ujęcia wyniku surowego uzyskanego w teście przez konkretną osobę w jednostkach odchylenia standardowego. Oznacza to, iż należy określić, o jaką część odchylenia standardowego wynik ten odchyla się od wartości średniej w danej grupie wiekowej. Następnie wynikowi takiemu należy przypisać taką wartość ze skali IQ, która odchyla się o dokładnie tę samą część odchylenia standardowego od średniej tej skali. Wartość tę nazywa się wynikiem przeliczonym.
Na przykład, odchylenie standardowe w rozkładzie empirycznym wyników surowych w grupie dwudziestolatków wynosi 20, a średnia wynosi 150. Oznacza to, że wynik surowy równy 140 uzyskany przez 25-latka odchyla się o 10 punktów, czyli o 1/2 odchylenia standardowego w dół od średniej. Wartość 1/2 odchylenia standardowego w skali IQ wynosi 7,5, odchylenie o tę wartość w dół od średniej równej 100, da wynik przeliczony 92,5, który zaokrągla się do pełnej wartości 93. Zatem, wynik surowy 140 uzyskany przez 25-latka odpowiadać będzie wynikowi przeliczonemu równemu 93 na skali IQ. Z kolei, załóżmy, że w przedziale wiekowym sześćdziesięciolatków średnia rozkładu empirycznego wyników surowych wynosi 130, a odchylenie standardowe 30. Wynik surowy równy 140 uzyskany przez 65-latka odchyla się zatem w górę od średniej o wartość 1/3 odchylenia standardowego. W skali IQ, 1/3 odchylenia standardowego jest równa 5, a więc wynik przeliczony uzyskany przez 65-latka wyniesie na tej skali 100+5=105.
Formalnie transpozycję wyniku surowego na wynik przeliczony (czyli wartość na skali IQ) przedstawia się w postaci wzoru:
{\displaystyle \operatorname {IQ} =100+{\frac {15(x-\mu )}{\sigma }}}
gdzie
- {\displaystyle x} oznacza wynik surowy uzyskany w teście przez konkretną osobę
- {\displaystyle \mu } oznacza wartość średnią wyników surowych w danej grupie wiekowej i
- {\displaystyle \sigma } oznacza wartość odchylenia standardowego wyników surowych w danej grupie wiekowej.

W praktyce, podręczniki testów inteligencji zawierają gotowe już tablice przeliczeniowe dla poszczególnych grup wiekowych, pokazujące jakie wyniki przeliczone (wyniki na skali IQ) odpowiadają wynikom surowym. Korzystający z testu psycholog nie musi zatem samodzielnie dokonywać tych przeliczeń.
Dla uzyskanego w ten sposób wyniku testu inteligencji stosuje się tradycyjnie nazwę IQ, choć faktycznie nie ma on już nic wspólnego ze stosunkiem wieku umysłowego do wieku życia. Ponieważ wynik ten w istocie wskazuje na wielkość, o jaką wynik badanego odchyla się od średniej w populacji, a także dla odróżnienia go od pojęcia IQ rozwojowego, w terminologii fachowej nazywa się go IQ dewiacyjnym (ang. deviation – odchylenie). Testy, w których stosuje się tę metodę obliczeń, określa się także czasami jako skale punktowe (wynik surowy uzyskuje się przez zsumowanie punktów przyznanych za poszczególne zadania).
Zdecydowana większość współcześnie stosowanych testów inteligencji wykorzystuje IQ dewiacyjny. Do najważniejszych z nich należą ukazujące się co pewien czas kolejne rewizje skal wechslerowskich: Skali Inteligencji Wechslera dla Dorosłych (WAIS), Skali Inteligencji Wechslera dla Dzieci (WISC) i Skali Inteligencji Wechslera dla Dzieci Przedszkolnych (nieznormalizowana w Polsce). Także w Skali Stanford-Binet, począwszy od czwartego wydania w 1986 roku, zastosowano już IQ dewiacyjny.

## Skala ilorazu inteligencji i interpretacja wartości IQ
Wyrażanie wyników uzyskanych w testach inteligencji w postaci klasycznego sternowskiego IQ dało początek skali nazywanej skalą ilorazu inteligencji. Na iloraz inteligencji składa się wiek umysłowy (dzielna) oraz wiek osoby badanej (dzielnik). Całość jest mnożona przez liczbę 100. Ponieważ poziom inteligencji w populacji ogólnej ma rozkład zbliżony do krzywej Gaussa, również rozkład wyników na skali IQ ma cechy rozkładu normalnego. Średnia tej skali wynosi 100, występuje wtedy, gdy wiek umysłowy oraz wiek życia osoby badanej są równe. Istnieją jednak pewne różnice co do przyjmowanej wartości odchylenia standardowego. W testach binetowskich odchylenie standardowe wynosiło 16, natomiast Wechsler na potrzeby swoich skal za wartość odchylenia standardowego skali IQ przyjął 15. 
W rezultacie interpretacja wyników badania poziomu inteligencji za pomocą testów binetowskich i wechslerowskich może się czasem nieznacznie różnić. Ponieważ przedziały interpretacyjne ilorazów inteligencji wyznaczane są przez wartości odchyleń standardowych, różnice w odchyleniach standardowych skali IQ prowadzą do nieco odmiennych wartości progowych przyjmowane dla poszczególnych przedziałów interpretacyjnych ilorazów inteligencji. W praktyce najczęściej nie ma to większego znaczenia, gdyż czasami standardowy błąd pomiaru jedną metodą może być większy niż różnica uzyskana przy badaniu dwoma testami, z których jeden ma odchylenie standardowe 15 a drugi 16.
Wyjątkową sytuacją, w której różnica taka może mieć czasem rozstrzygające znaczenie, jest diagnoza upośledzenia umysłowego w stopniu lekkim u osób uzyskujących wynik IQ na granicy normy i upośledzenia. Jednym z kryteriów wymaganych do rozpoznania upośledzenia umysłowego w stopniu lekkim jest stwierdzenie obniżenia ogólnego poziomu intelektualnego (inteligencji ogólnej) o co najmniej 2 odchylenia standardowe od średniej. W skalach binetowskich wartość IQ odpowiadająca 2 odchyleniom standardowym poniżej średniej wyniesie zatem 68, natomiast w testach wechslerowskich 70. Problem ten nie istnieje w przypadku diagnozy głębszych stopni upośledzenia, ponieważ zgodnie z klasyfikacjami zaburzeń psychicznych, graniczne wartości IQ pomiędzy nimi mają charakter 5-punktowych przedziałów. Ewentualne różnice wynikające z zastosowania testów o odchyleniu standardowym 15 lub 16 nie są więc na tyle duże, by miały jakiekolwiek znaczenie kliniczne.
W niektórych testach inteligencji, wyników surowych nie przelicza się na tradycyjną skalę IQ, lecz na inne skale standaryzowane (np. skalę tetronową, stenową) lub na skalę centylową. W niektórych testach inteligencji wyniki przedstawia się na skali ilorazu inteligencji, lecz o jeszczej innej wartości odchylenia standardowego niż w skalach binetowskich (SD=16) i wechslerowskich (SD=15). Przykładem takiego testu jest Test Inteligencji Niezależny Kulturowo Raymonda Cattella. W teście tym przyjęta wartość odchylenia standardowego w skali ilorazu inteligencji wynosi 24. Oznacza to, że np. IQ=124 w teście Cattella odpowiada IQ=116 w teście binetowskim i IQ=115 w teście wechslerowskim. Różnice te ilustrują fakt, iż IQ jest względną, a nie absolutną miarą inteligencji ogólnej.

Ilustracja do podziału wartości IQ na przedziały (tabela obok); wartości na wykresie (krzywa gęstości rozkładu normalnego) przedstawiają odsetek ludzi, którzy uzyskują daną wartość IQ.

| IQ w skalach binetowskich | IQ w skali Cattella | Interpretacja                      | IQ w skalach wechslerowskich |
| ------------------------- | ------------------- | ---------------------------------- | ---------------------------- |
| ≥132                      | ≥148                | Inteligencja bardzo wysoka         | ≥130                         |
| 121 - 131                 | 131 - 147           | Inteligencja wysoka                | 120-129                      |
| 111 - 120                 | 117 - 130           | Inteligencja powyżej przeciętnej   | 110-119                      |
| 89 - 110                  | 83 - 116            | Inteligencja przeciętna            | 90-109                       |
| 68 - 88                   | 52 - 82             | Inteligencja niższa niż przeciętna | 70 - 89                      |
| ≤67                       | ≤51                 | Niepełnosprawność intelektualna    | ≤69                          |

## Korelaty ilorazu inteligencji
Iloraz inteligencji jest w dużej mierze odziedziczalny, np. wyznaczono laboratoryjnie 13 genów, odpowiedzialnych za 29% odziedziczalnej wariacji IQ.
Badania sugerują, że wczesne interwencje u dzieci mogą znacząco podnieść iloraz inteligencji. Zapewnienie niemowlętom diety bogatej w długołańcuchowe, wielonienasycone kwasy tłuszczowe, wspomaganie edukacji już od pierwszych lat, interaktywne czytanie dzieciom oraz wysyłanie ich do przedszkola może zwiększyć ich iloraz inteligecji o około 4-7 punktów. 
Niektóre badania pokazują, że ważnym czynnikiem wpływającym na wysokość ilorazu inteligencji jest motywacja. Zaobserwowano, że tylko w okresie czterech lat iloraz inteligencji u nastolatków może zwiększyć się lub zmniejszyć nawet o 20 punktów.
W innych badaniach dzieci wykształconych rodziców mają wyraźnie lepsze średnie osiągnięcia szkolne, a także wyższy współczynnik inteligencji od dzieci rodziców niewykształconych. To najsilniejszy, socjoekonomiczny wskaźnik inteligencji i osiągnięć dzieci. Ponieważ wiele rodzin wciąż dopasowuje się do tradycyjnego modelu rodziny, gdzie to matki poświęcają dzieciom więcej czasu niż ojcowie, szczególnie silna korelacja występuje między inteligencją dzieci a wykształceniem matek.